# مارك أرمسترونغ (عالم فلك)
مارك أرمسترونغ (بالإنجليزية: Mark Armstrong)‏ هو عالم فلك بريطاني، ولد في 1958.